# Гагауз, Фёдор Никодимович
Фёдор Никодимович Гагауз (рум. Fiodor Gagauz; род. 23 октября 1958, с. Гайдар, Молдавская ССР, СССР) — молдавский политик. Депутат парламента Республики Молдова (2014—2019), избранный по списку ПСРМ. 
Являлся членом состава Парламентской комиссии по правам человека и межэтническим отношениям.

## Биография
Родился 23 октября 1958 года в селе Гайдар, ныне входящего в АТО Гагаузия. Окончил Киевскую высшую школу МВД СССР.
В период с 1982 по 2002 год работал на различных руководящих должностях в структурах Министерства внутренних дел сперва Молдавской ССР, а затем Республики Молдовы. Имеет звание полковника.
В 1999 году был назначен руководителем управления МВД Гагаузии.
С 2001 года по настоящее время является профессором университета, преподает в Комратском государственном университете на юридическом факультете.
Женат, имеет двоих детей.

## Политическая деятельность
С декабря 2006 года является президентом движения «Единая Гагаузия» (Găgăuzia Unită). Через возглавляемое им движение выступает за преобразование Республики Молдова в федерацию, в которой Приднестровье и Гагаузия будут иметь статус субъектов.
В 2012 году баллотировался на пост председателя Народного Собрания Гагаузии. В первом туре он конкурировал с двумя кандидатами — Дмитрием Константиновым, которого поддерживало движение «Новая Гагаузия», и прокурором от Гагаузии Георгием Лейчу. Ни один из них не набрал 18 голосов, необходимых для избрания председателем НСГ. В результате был организован второй тур с участием Дмитрия Константинова, получившего 17 голосов, а Фёдора Гагауза — ни одного. Далее последовал третий тур, в котором голосами 20 из 24 депутатов законодательного собрания региона, участвовавших в заседании, Дмитрий Константинов был избран председателем Народного Собрания Гагаузии. Фёдор Гагауз получил только один голос.
Фёдор Гагауз был одним из тех, кто поддержал плебесцит 2 февраля 2014 года в Гагаузии, организованный по инициативе башкана (главы) Михаила Формузала, решением Народного Собрания Гагаузии, который был окончательно признан Конституционным судом Республики Молдова незаконным.
На парламентских выборах 30 ноября 2014 года Фёдор Гагауз вошёл на 6-м месте в избирательном списке ПСРМ, не являясь членом партии, и сумев в результате выборов стать депутатом парламента Республики Молдова для законодательного собрания 20-го созыва. В то же время он был членом Национального политического совета Партии регионов Молдовы, который возглавлял башкан (глава) Гагаузии Михаил Формузал. В контексте выборов Фёдор Гагауз заявил, что приостанавливает свою деятельность в Партии регионов Молдовы.